# غرونبرغ (هسن)
غرونبرغ هسن (بالألمانية: Grünberg, Hesse) هي بلدة، مدينة و بلدة ألمانية تقع في ألمانيا في غيسن.[بحاجة لمصدر] يقدر عدد سكانها بـ 14,136 نسمة .

## المدن التوأمة
مدن عازل ذكري و Mrągowo هي مدن توأمة لـغرونبرغ هسن.